# ホー・バン・ラン
ホー・バン・ラン（ベトナム語：Hồ Văn Lang / 胡文郎、1969年もしくは1971年か1972年 - 2021年9月6日 ）は、ベトナム戦争の戦火のため、2歳のころに、父親ホー・バン・タイン (Hồ Văn Thanh / 胡文青) とともにジャングル（密林）に避難して、社会と隔絶された自給自足の生活を送り、そして約40年ぶりにジャングルでの生活から保護された男性である。2013年の保護当時、ランは41もしくは42歳、父親タインは82歳と報道された。2021年の現地報道では、ランは52歳とされている。
1970年代初め（1973年という報道もある）、ベトナム戦争当初のホー親子は、ベトナム中部・クアンガイ省のベトコンの集落（村）に住んでいたが、アメリカ軍の爆撃、又は地雷により、自宅のそばで、父タインの妻（ランの母）と、タインの4人の子供のうち2人を殺される。タインはショックや悲しみから、当時2歳だった息子のランを連れて、ジャングルに身を隠すようになった。
10年後の1980年代初め、村人によりホー親子が生存していることを発見されると、タインの生き残った別の息子ホー・バン・チ (Hồ Văn Tri) が2人を訪ねて、文明社会に戻るように説得したが、聞き入れられなかった。また2004年には2人はいったん山を下ろされたが、故郷の村の生活になじめず「山が恋しい」と再び戻った。その後、チは毎年、塩と油を届けていた。
2013年8月7日、地元の発見者の通報を受けて、地元の捜索隊が2人の保護をした。約40年の歳月が流れていた。
この歳月の間、クアンガイ省タイチャー県の森の中を約40キロメートルほど入った場所で、2人は社会との関係をほぼ持たず、地上約5 - 6メートルの木の上に、木の枝と葉で作った手製の小屋に住んでいた。樹皮で作った腰蓑（ふんどしの形状）だけを身に着け、ベトナム戦争の砲弾が材料の、手製の斧（山刀）で薪をとっていた。キャッサバ（イモ）やトウモロコシを栽培し、野草と果物、弓矢とナイフで狩り（狩猟）をした肉などを食べて過ごしていた。
発見時、ランは、出身民族の少数民族・コー族（コー族）の単語をわずかしか話せない状態で、意味のある会話ができない状態であった。父タインは話をする習慣を忘れており、そのうえ、高齢のタインは自力で歩けぬほど衰弱していた。
また、住んでいた小屋の中には、父タインが過去着用した兵士のズボンが折りたたまれて保管され、ランが幼い頃に身に着けていた小さな赤いコートが残っていた。
2017年には父タインが死去。ランは2020年から胸部と腹部の間に痛みを訴え、11月には体重が10kg減ったことから診察を受けた結果、初めに肝障害、次いで湿潤性の肝細胞癌と診断された。
2021年9月6日午前7時に死去。52歳没。